# TuRU Düsseldorf
TuRU Düsseldorf (offiziell: Turn- und Rasensportunion 1880 e. V. Düsseldorf) ist ein Fußball- und ehemaliger Handballverein aus Düsseldorf.

## Geschichte
Der Verein ist im Stadtteil Bilk beheimatet und ging am 14. Juli 1919 aus einer Fusion der Vereine Düsseldorfer SC Union, VfR Düsseldorf und Friedrichstädter TV 1880 hervor. Der Düsseldorfer FK Union entstand am 10. Mai 1905 als Abspaltung von dem drei Jahre zuvor gegründeten FC Britannia Düsseldorf. Im Jahre 1911 wurde aus dem Düsseldorfer FK Union der Düsseldorfer SC Union. Der VfR Düsseldorf hieß bis Juli 1916 SC Athen Düsseldorf. Die Vereinsfarben sind Blau-Weiß.

## Fußballabteilung

### Geschichte

Vereinslogo während der 1930er Jahre (Kurmark)

Seinen größten Erfolg feierte der Verein mit der Teilnahme an der Endrunde um die deutsche Fußballmeisterschaft 1925. Hier scheiterte Düsseldorf im Viertelfinale an Hertha BSC. Von 1935 bis 1942 spielte die TuRU in der Gauliga Niederrhein, der damals obersten deutschen Spielklasse; von 1949 bis 1952 spielten sie in der zweiten Liga. In der Folgezeit versank TuRU Düsseldorf in den Niederungen des Amateurfußballs. 2004 gelang der Aufstieg in die zu der Zeit viertklassige Oberliga Nordrhein, aus der man vier Jahre später nach der Saison 2007/08 abstieg. In der Spielzeit 2012/13 treten die Düsseldorfer in der umstrukturierten fünftklassigen Oberliga Niederrhein an.
TuRU spielt im Stadion an der Feuerbachstraße, das etwa 8000 Zuschauer fasst. Es gibt eine Haupttribüne mit Sitzplätzen. Links und rechts von der Haupttribüne und auf der Gegengeraden befinden sich Stehplätze. Der Wall hinter den Toren ist begrünt und kann gegebenenfalls ausgebaut werden. Der Zuschauerrekord der neueren Zeit liegt bei 3600 Zuschauern aus der Saison 2003/04 bei dem entscheidenden Spiel um den Aufstieg in die Oberliga. In der „goldenen Zeit“ des Vereins zogen die Jugendturniere zu Pfingsten bis zu 10.000 Zuschauer täglich ins damals noch 13.000 Zuschauer fassende Stadion. In den 1980er Jahren wurde die Gegengerade auf ein Drittel der damaligen Höhe zurückgebaut, sodass 5.000 Plätze wegfielen. Bis zum Zweiten Weltkrieg spielte TuRU im Stadion an der Oberbilker Allee (Fassungsvermögen 16.000 Zuschauer), welches sich 100 Meter Luftlinie von der heutigen Spielstätte befand.

### Ligazugehörigkeit
- 1935–1942 Gauliga Niederrhein (1. Liga)
- 1945/46 Stadtmeisterschaft Düsseldorf Gruppe 1 (1)
- 1946/47 Bezirksliga Berg/Mark (1)
- 1947–1949 Landesliga Niederrhein (2)
- 1949–1952 2. Liga West (2)
- 1952–1956 Landesliga Niederrhein (3)
- 1956–1958 Verbandsliga Niederrhein (3)
- 1958–1960 Landesliga Niederrhein (4)
- 1960–1965 Bezirksliga Niederrhein (5)
- 1965–1969 Landesliga Niederrhein Gruppe 1 (4)
- 1969–1981 Landesliga Niederrhein Gruppe 2 (4)
- 1981–1985 Bezirksliga Niederrhein Gruppe 1 (6)
- 1985–1988 Landesliga Niederrhein Gruppe 2 (5)
- 1988–1991 Verbandsliga Niederrhein (4)
- 1991–1992 Landesliga Niederrhein Gruppe 2 (5)
- 1992–1994 Landesliga Niederrhein Gruppe 1 (5)
- 1994–1999 Verbandsliga Niederrhein (5)
- 1999–2000 Landesliga Niederrhein Gruppe 2 (6)
- 2000–2002 Verbandsliga Niederrhein (5)
- 2002–2003 Landesliga Niederrhein Gruppe 2 (6)
- 2003–2004 Verbandsliga Niederrhein (5)
- 2004–2008 Oberliga Nordrhein (4)
- 2008–2012 Niederrheinliga (6)
- 2012–2023 Oberliga Niederrhein (5)
- 2023–heute Landesliga Niederrhein Gruppe 1 (6)

### Spieler
- Mohamed Amsif (1995–2001), Bundesligaspieler beim FC Augsburg; seit Sommer 2014 bei Union Berlin unter Vertrag
- Bruno Custos (2009–2010), bei der SpVgg Unterhaching Zweitligaspieler
- Atli Eðvaldsson (1988–1989), isländischer Nationalspieler
- Fritz Ewert (1955–1957), begann seine Karriere bei der TuRu; nach seinem Wechsel zum 1. FC Köln Bundesliga- und Nationalspieler
- Uwe Hagemes (1999–2005), bei Fortuna Düsseldorf Zweitligaspieler
- Benno Heimes (1949–1954), Kunstmaler, Studium bei Bruno Goller und Fritz Macketanz an der staatl. Kunstakademie Düsseldorf.[2]
- Steffen Herzberger (2002–2005), beim 1. FSV Mainz 05 Zweitligaspieler
- Josef Lüke (1920–1924), Nationalspieler
- Paul Mehl (1931–1932), Nationalspieler
- Hans Mengel (1937–1940), Nationalspieler; fiel im Zweiten Weltkrieg
- Peter Meyer (1956–1960), später Fortuna Düsseldorf und Borussia Mönchengladbach, auch Nationalspieler
- Hans-Werner Moors (1958–1969), begann seine Karriere bei der TuRu; später Preußen Münster und Arminia Bielefeld
- Hans Neuschäfer (1950–1953), Nationalspieler

### Trainer
- Frank Benatelli (2006–2008), Deutschland/Italien, ehemaliger Bundesligaspieler (VfL Bochum)
- Demir Hotić (2002–2005), Bosnier, ehemaliger Bundesligaspieler

## Handballabteilung
| Saison                                               | Liga               | Platz | Tore    | Punkte |
| ---------------------------------------------------- | ------------------ | ----- | ------- | ------ |
| 1983/84                                              | 2. Bundesliga Nord | 01.   | 582:442 | 41-11  |
| 1984/85                                              | 1. Bundesliga      | 06.   | 505:500 | 24-28  |
| 1985/86                                              | 1. Bundesliga      | 06.   | 554:523 | 29-23  |
| 1986/87                                              | 1. Bundesliga      | 06.   | 533:511 | 28-24  |
| 1987/88                                              | 1. Bundesliga      | 02.   | 516:475 | 38-14  |
| 1988/89                                              | 1. Bundesliga      | 08.   | 485:495 | 24-28  |
| 1989/90                                              | 1. Bundesliga      | 13.   | 454:511 | 17-35  |
| 1990/91                                              | 2. Bundesliga Nord | 02.   | 595:476 | 47-05  |
| 1991/92                                              | 1. Bundesliga Nord | 08.   | 518:489 | 25-27  |
| violett unterlegt: Spielzeit in der Zweitklassigkeit |                    |       |         |        |

Ab 1938 gehörte die TuRU wie auch der Stadtrivale TSV Fortuna zu den führenden Handballvereinen am Niederrhein. Zu Saisonbeginn 1938/39 übernahm die seit ihrem DT-Meistertitel 1923 bis dahin nicht mehr in Erscheinung getretene TuRU (bereits 1924/25 ist sie nicht mehr in der DT-Gauklasse vertreten) den Platz des DSC Rhenania Düsseldorf in der Feldhandball-Bereichsklasse, der höchsten Spielklasse am Niederrhein. Der Grund hierfür ist unklar, möglicherweise handelte es sich um eine Fusion oder einen Übertritt der Rhenania-Mannschaft zur TuRU. Im Folgejahr wurde die TuRU Vierter, 1941 hinter dem BV Solingen 98 Zweiter ihrer Staffel in der nunmehr zweigeteilten Bereichsklasse. 1943 nahm der Verein an der Endrunde zur Niederrheinmeisterschaft teil (die Bereichsklasse war zur Saison 1942/43 aufgehoben worden).
Nach dem Kriegsende spielte die TuRU in der Saison 1946/47 als Gründungsmitglied in der Verbandsliga mit, verpasste jedoch die Qualifikation zur im Folgejahr eingeführten Oberliga Niederrhein. In der Folgezeit spielte die TuRU-Mannschaft noch einige Zeit in der zweithöchsten Spielklasse mit, schaffte den Aufstieg in die Oberliga jedoch nie und musste die Vormachtstellung in Düsseldorf somit an die Fortuna abtreten, die mehr als ein Jahrzehnt lang in der Oberliga zubrachte.
Im Hallenhandball spielte die TuRU oberhalb der lokalen Ebene vor 1983 keine Rolle. Sie schaffte den Einzug in die Finalrunden der Niederrheinmeisterschaft bis 1967 nie (die Hallenmeisterschaft wurde zwischen 1946 und 1967 in Form aufeinanderfolgender Meldeturniere in der Feldhandball-Winterpause ausgetragen. Ein regulärer Ligaspielbetrieb für Hallenhandball existierte im HV Niederrhein erst ab der Saison 1967/68) und war bis 1983 auch zu keinem Zeitpunkt in der Oberliga Niederrhein oder einer höheren Spielklasse vertreten.
1983 traten die als HSG Wülfrath/Ratingen gemeinsam in der 2. Bundesliga spielenden Handballabteilungen von TB 1891 Wülfrath und DJK TB Ratingen aus ihren bisherigen Stammvereinen aus und gründeten den HSV Düsseldorf. Dieser trat umgehend in eine Spielgemeinschaft mit der TuRU Düsseldorf ein. Unter dem späteren Bundestrainer Horst Bredemeier gelang der HSG TuRU Düsseldorf der sofortige Aufstieg in die Handball-Bundesliga, wo sie sechs Jahre lang blieb und in dieser Zeit einige bemerkenswerte Erfolge erzielte. In den ersten fünf Jahren landete die HSG TuRU immer in der oberen Tabellenhälfte. 1987 erreichte der Verein das DHB-Pokalfinale, 1988 wurde die Mannschaft deutscher Vizemeister und gewann im Folgejahr sogar den IHF-Pokal. Bereits ein Jahr später stieg die Mannschaft jedoch in die 2. Bundesliga ab, schaffte aber den direkten Wiederaufstieg und belegte den achten Rang in der Nordstaffel der infolge der Wiedervereinigung in dieser Spielzeit zweigeteilten Bundesliga.
1993 wurde die Spielgemeinschaft gelöst und der HSV Düsseldorf trat fortan alleine an. Ab 2000 bildete dieser gemeinsam mit dem Allgemeinen Rather Turnverein die Spielgemeinschaft HSG ART/HSV Düsseldorf, deren erste Mannschaft als HSG Düsseldorf zwischen erster und zweiter Bundesliga pendelte. Mit der Insolvenz des HSV Düsseldorf und der gemeinsamen Spielbetriebsgesellschaft während der Saison 2011/12 endete 2012 die Geschichte der ehemaligen TuRU-Handballabteilung. Die Spielberechtigung ging an den von der Insolvenz nicht betroffenen Allgemeinen Rather Turnverein über, der ab der Saison 2012/13 als ART Düsseldorf in der 3. Liga antrat.

### Erfolge
- IHF-Pokal-Gewinner 1989
- Deutscher Feldhandballmeister: 1923
- 2. Platz in der Handball-Bundesliga 1987/88
- DHB-Pokal-Finalist 1987, 1995